# Подлесный (Пензенская область)
Подлесный — посёлок в Бессоновском районе Пензенской области России. Входит в состав Бессоновского сельсовета.

## География
Посёлок находится в центральной части Пензенской области, в пределах Сурско-Мокшанской возвышенности, в лесостепной зоне, на берегах реки Вяди, на расстоянии примерно 4 километров к востоку от села Бессоновки, административного центра района. Абсолютная высота — 142 метра над уровнем моря.
Климат
Климат характеризуется как умеренно континентальный, с жарким летом и холодной продолжительной зимой. Средняя температура воздуха самого холодного месяца (января) составляет −12 °C; самого тёплого месяца (июля) — 20 °C. Годовое количество атмосферных осадков составляет около 500 мм. Снежный покров держится в среднем в течение 148 дней в году.

## История
Основан в начале 20-х годов XX века.

## Население
| 2010 |
| ---- |
| 66   |

Половой состав
По данным Всероссийской переписи населения 2010 года в гендерной структуре населения мужчины составляли 40,9 %, женщины — соответственно 59,1 %.
Национальный состав
Согласно результатам переписи 2002 года, в национальной структуре населения русские составляли 98 % из 110 человек.

## Улицы
Уличная сеть посёлка состоит из девяти улиц:
- ул. 1-я Добрая
- ул. 2-я Добрая
- ул. 3-я Добрая
- ул. Заречная
- ул. Лесная
- ул. Малиновая
- ул. Нейтральная
- ул. Рябиновая
- ул. Центральная